# الشمردل بن شريك
الشمردل بن شريك بن عبد الملك بن رؤبة بن سلمة التميمي من بني ثعلبة بن يربوع؛ ويعرف عادة بابن شريك اليربوعيّ وبابن الخريطة أيضا لأنه وضع وهو صبيّ صغير، في خريطة وهي وعاء شبه الحقيبة توضع فيه الأشياء.

## حياته
كان الشمردل مولعا بالخمر والصيد. وكان له ثلاثة إخوة: الحكم ووائل وقدامة، ولمّا سار وكيع ابن أبي سود التميميّ إلى خراسان، في أيام خلافة عبد الملك بن مروان، كان الشمردل وإخوته الثلاثة في جيش وكيع. وفي خراسان بعث وكيع الاخوة الاربعة في أربع وجهات مختلفة فقتل الحكم ووائل وقدامة في مدّة قصيرة، وبقي الشمردل بعد ذلك في خراسان زمنا ثم عاد إلى البصرة. وقيل كان الشمردل من جيل الفرزدق وجرير، وعاش إلى ما بعد عام 100ه‍ـ/718.

## شعره
الشمردل بن شريك شاعر وراجز مقتدر صحيح اللغة متين السبك؛ وله أحيانا شيئا من غرابة الالفاظ. أما شعره فأشهره الرثاء في اخوته،وله شعر في المدح والخمر والغزل. وقال الشمردل بن شريك يرثي أخاه الحكم، و قد جاء نعيه بعد أيام قليلة من توجهه إلى الغزو في خراسان:
ورأى الشمردل بن شريك، في نومه، أن سنان رمحه سقط. فعبر منامه على بعض من يعبر الرؤيا، ففسّره له بأنه موت قريب له. و حدس الشمردل أن يكون ذلك القريب أخاه وائل. و بعد ثلاثة أيّام من ورود نعي الحكم ورد نعي أخوه وائل، فقال الشمردل. وكان وائل أيضا في غزو خراسان: